# 12 Horas de Sepang
Las 12 Horas de Sepang (anteriormente conocidas como la Malasia Merdeka Endurance Race y Merdeka Millennium Endurance Race) fue una carrera de resistencia de 12 horas de duración celebrada anualmente desde el año 2000 en el Circuito Internacional de Sepang en diciembre en Malasia.
Estaba organizado por la Stephane Ratel Organization, responsable de los estándares globales de GT3 en las carreras de autos deportivos internacionales desde 2015.
La carrera fue parte de la inauguración de la Intercontinental GT Challenge en 2016. Para la cita del 2017, fijada para el 10 de diciembre, fue cancelada debido a que la carrera anterior no gozó de gran atractivo y por ello el promotor ha decidido anular su celebración ante la paupérrima lista de inscritos.

## Estadísticas

### Constructores con más títulos
| N.º | Constructor   | Victorias | Años                   |
| --- | ------------- | --------- | ---------------------- |
| 1   | Porsche       | 4         | 2002, 2003, 2007, 2008 |
| 2   | Lotus         | 2         | 2005, 2006             |
| 2   | Mercedes-Benz | 2         | 2011, 2012             |
| 2   | Ferrari       | 2         | 2013, 2014             |
| 2   | Audi          | 2         | 2015, 2016             |
| 6   | Proton        | 1         | 2000                   |
| 6   | TVR           | 1         | 2001                   |
| 6   | Honda         | 1         | 2004                   |
| 6   | BMW           | 1         | 2009                   |
| 6   | Lamborghini   | 1         | 2010                   |